# Anthracophyllum
Anthracophyllum es un género de hongos en la familia Marasmiaceae en el orden Agaricales. El género tiene una distribución amplia en regiones tropicales, y contiene 10 especies.